# Kvalserien till Elitserien i innebandy för herrar 2006/2007
Kvalserien till Elitserien i innebandy 2006/2007 spelades den 5 mars till 2 april 2006 där tre lag från Division 1 samt ett lag från Elitserien (SSL) deltog. Laget från SSL blev Balrog B/S IK som fick möta IBF Älvstranden, Finspångs IBK och Umeå City IBK. De två främsta lagen gick upp i Elitserien 2006/2007.

## Tabell
| Nr | Svenska superligan | SM | V | O | F | ÖTV | GM | IM | MS | P  |
| -- | ------------------ | -- | - | - | - | --- | -- | -- | -- | -- |
| 1. | IBF Älvstranden    | 6  | 3 | 1 | 2 | 0   | 29 | 28 | +1 | 10 |
| 2. | Balrog B/S IK      | 6  | 3 | 1 | 2 | 0   | 24 | 25 | –1 | 10 |
|    |                    |    |   |   |   |     |    |    |    |    |
| 3. | Finspångs IBK      | 6  | 2 | 2 | 2 | 1   | 25 | 26 | –1 | 9  |
| 4. | Umeå City IBK      | 6  | 2 | 0 | 4 | 0   | 25 | 24 | +1 | 6  |

Nr = Placering, S = Spelade, V = Vinster, O = Oavgjorda, F = Förluster, ÖV = Övertidsvinster, GM - IM = Gjorda mål - Insläppta mål, MSK = Målskillnad, P = Poäng
|  |                             |
|  | Uppflyttade till Elitserien |
|  | Nedflyttade till Division 1 |